# 藍色風暴
《藍色風暴》（英語：The Survivor）是香港無綫電視1991年拍攝的電視連鎖劇，全劇共20集，監製李國立，主要演員有羅嘉良、邵美琪、陳秀雯、羅樂林、林尚武、葉晨等。主題曲《一切也願意》由蔡國權作曲，向雪懷填詞，關淑怡主唱。而在第二十集大結局的片尾則選用王傑於1990年推出的《亞細亞的孤兒》一曲。

## 故事大綱
中國軍人雷軍(羅樂林飾)與越南人阮文生(林尚武飾）本為親密戰友，二人於越戰結束後，逃抵香港，雷軍於患難中結識了督察卓家明(羅嘉良飾)。家明為人正直，對工作充滿熱誠，幹勁十足，家明自與電視台名記者周文亮(陳秀雯飾)結婚後，與兒子一家三口過著幸福美滿的家庭生活。家明的愛妻文亮是一個典型的現代女性，她不但將丈夫及兒子照顧得頭頭是道，在工作上亦處處顯露出女強人的本色，為了採訪獨家內幕新聞及捍衛新聞工作者的自由，文亮更不惜與國際刑警對抗。文亮因鍥而不捨地追查新聞事件得罪龐大的犯罪集團，最後為集團殺手越南人童昕(邵美琪飾)伏擊槍殺。童昕原來是雷軍舊情人洛青的姨甥，雷軍為維護童昕不惜與家明反目成仇，童昕亦於機緣巧合下與家明發生微妙的情愫。
另一方面，文生原來竟是犯罪集團的主腦人物，為了掩飾身分，他迫令童昕暗殺家明，而幾返追查下家明發現殺妻兇手竟是童昕...最後家明與童昕糾纏不清的關係又如何了斷呢？

## 演員表
- 羅嘉良 飾 卓家明
- 邵美琪 飾 童　昕
- 陳秀雯 飾 周文亮
- 羅樂林 飾 雷　軍
- 林尚武 飾 阮文生/袁世添
- 葉　晨 飾 洛　青
- 黎耀祥 飾 石志基
- 李龍基 飾 吉　叔
- 李子奇 飾 鄺永傑
- 梁健平 飾 劉錦雄
- 李兆基 飾 成
- 關子標 飾 武家福
- 麥皓為 飾 唐
- 鄧煜榮 飾 癲　佬
- 甄志強 飾 神秘人
- 鄭君寧 飾 CID甲
- 麥嘉倫 飾 CID乙
- 郭敏芳 飾 CID
- 招偉華 飾 CID健
- 關　菁 飾 吳
- 劉　江 飾 康　強
- 陳勉良 飾 道友雄
- 戴少民 飾 良
- 林嘉麗 飾 詠
- 王翠玉 飾 Sue
- 馮瑞珍 飾 瑪利亞
- 白　蘭 飾 麗　莎
- 周寧欣 飾 童昕(童年)
- 招卓堯 飾 臥　底
- 黃瑋琳 飾 古玩店職員
- 黃愷欣 飾 Rainbow
- 何浩源 飾 蒲錦輝
- 郭卓樺 飾 Jackie
- 劉瑋全 飾 Denny
- 何昭傑 飾 CID傑
- 彭峻輝 飾 CID輝
- 林文森 飾 CID妹
- 還立峻 飾 卓瑋浩
- 凌　漢 飾 台灣佬
- 伍　立 飾 巴　迪
- 鄭　志 飾 泰拳師
- 張　倫 飾 港拳師
- 黃志祥 飾 大隻佬
- 郭家俊 飾 蠱惑仔
- 張　翼 飾 宋先生
- 王偉樑 飾 殺手郵差
- 黃建峰 飾 殺手護士
- 劉鳳娟 飾 護　士
- 馮敏清 飾 護　士
- 郭平華 飾 林姑娘
- 許志佳 飾 CID威
- 郭德信 飾 屠定邦
- 李文彪 飾 阿　彪
- 李耀敬 飾 亞　棠
- 羅　雄 飾 律　師
- 應善然 飾 攝影師
- 林嘉麗 飾 亮同事詠
- 戴少民 飾 亮同事良
- 陳燕航 飾 護　士
- 黎秀英 飾 吉　嬸
- 陳景培 飾 公司經理
- 葉志華 飾 張小偷
- 楊健武 飾 亞　武
- 飾 大　華
- 蔡志峰 飾 亞　峰
- 鄭志罡 飾 亞　罡
- 黃成想 飾 阿　全
- 朱瑞棠 飾 雄　叔
- 馬健聰 飾 阿　豹
- 陳子豪 飾 安　仔
- 梁乃幹 飾 龍先生
- 黃建峰 飾 手　下
- 區人山 飾 手　下
- 蔡欣欣 飾 Butterfly
- 林健輝 飾 杜国昌（杜sir）
- 黃文標 飾 政CID
- 張百賢 飾 韓助手甲
- 李衛民 飾 杜助手甲
- 周　忻 飾 槍　手
- 何璧堅 飾 組織高層
- 伍劍輝 飾 槍　手
- 周煥培 飾 小　販
- 何子滿 飾 跌打師傅
- 譚一清 飾 韓Sir

## 外部連結
- TVB星河頻道 - 藍色風暴[]